# Дриганек-Дужи
Дриганек-Дужи (пол. Dryganek Duży) — село в Польщі, у гміні Келчиглув Паєнчанського повіту Лодзинського воєводства.
Населення — 273 особи (2011).
У 1975-1998 роках село належало до Серадзького воєводства.

## Демографія
Демографічна структура станом на 31 березня 2011 року:
|          | Загалом | Допрацездатний вік | Працездатний вік | Постпрацездатний вік |
| -------- | ------- | ------------------ | ---------------- | -------------------- |
| Чоловіки | 143     | 29                 | 97               | 17                   |
| Жінки    | 130     | 17                 | 81               | 32                   |
| Разом    | 273     | 46                 | 178              | 49                   |